# Culture de Laterza
Subdivisions
Une phase ancienne et une phase évoluée définies sur la base de la céramique

La culture de Laterza est la dernière culture du Chalcolithique de plusieurs régions du sud de l'Italie avant le début de l'âge du bronze. Elle se développe durant le IIIe millénaire av. J.-C. À l'image de la plupart des cultures de la fin de la Préhistoire de ce pays, elle est essentiellement caractérisée par la forme et les décors des poteries découvertes dans les sites archéologiques. Elle a été définie en 1966 par F. Biancofiore après la fouille de la nécropole éponyme qui se situe au nord-ouest de Tarente dans le sud des Pouilles,,.
Pendant longtemps, cette culture n'était documentée que par de très rares sites, essentiellement funéraires. Les recherches récentes et les fouilles de vaste extension, notamment dans la région de Rome et dans le nord de la Campanie, permettent désormais de connaître les villages,,,.

## Chronologie et répartition géographique
La position chronologique de cette culture a également été précisée par les recherches récentes,,,. Elle se développe essentiellement entre 2950 et 2350 av. J.-C., mais il existe des différences entre les régions.
Elle apparaît dans le sud-ouest de la péninsule italienne, notamment dans les Pouilles et en Basilicate. Elle atteint ensuite le centre du Latium. Son développement en Campanie intervient quelques siècles après. Elle y remplace la culture de Gaudo,,. Parfois, ces deux cultures sont associées dans les mêmes sites, par exemple à Salve dans le sud des Pouilles.
L'influence de la culture de Laterza dans des régions plus lointaines est visible dans certains décors et certaines formes de poteries. Ainsi, dans la nécropole de la Selvicciola dans le nord du Latium a été découvert un bocal de type Laterza alors que ce site est attribué à la culture de Rinaldone. Des décors de type Laterza sont présents également sur des poteries découvertes dans d'autres sites d'Italie centrale, par exemple à Maddalena di Muccia dans les Marches,. À Osteria del Curato - via Cinquefrondi près de Rome, a été découverte une tombe contenant des poteries réalisées dans trois styles différents, correspondant aux cultures de Gaudo, de Rinaldone et de Laterza.
Dans la région de Rome, la culture Laterza est remplacée par la culture d'Ortucchio qui se développe sous l'influence du Campaniforme entre 2670 et 2550 av. J.-C. environ, alors que parallèlement elle se maintient et évolue dans les autres régions. À Pantano Borghese, près de Rome, a été découvert un site attribué à une phase évoluée de la culture de Laterza, alors que l'ensemble des sites voisins contemporains appartenaient à la culture d'Ortucchio. Il s'agit donc d'une enclave culturelle,.
Inversement, on retrouve dans la culture de Laterza des influences des cultures voisines, par exemple de la culture de Cetina qui correspond à la fin du Chalcolithique en Dalmatie.

## Mode de vie
À l'image de la plupart des cultures du Néolithique et du Chalcolithique d'Italie, la population vit avant tout de l'agriculture et de l'élevage, comme en témoignent les restes osseux d'animaux domestiques (moutons, chèvres, bovins, porcs), les restes de végétaux domestiques et la présence d'outils nécessaires à leur exploitation (des meules en pierre par exemple). Le pastoralisme a pu être important dans certaines régions. La découverte d'hameçons en os témoigne de la pratique de la pêche, mais cette activité est peut-être marginale. Des vestiges témoignent de la pratique d'activités artisanales, par exemple de la réalisation de tissages (fusaïoles, et poids de métiers à tisser) ou de la réalisation d'objets en métal.

## Occupation du territoire et habitat
Les sites de la culture de Laterza se développent dans des contextes environnementaux variés, bien que les zones favorables à l'agriculture aient été privilégiées. Dans plusieurs régions, on observe une continuité dans l'occupation des sites. Ainsi, dans les Pouilles, la plupart des sites de cette culture étaient déjà occupés durant la culture de Piano Conte et sont encore occupés après la fin de la culture de Laterza, durant la culture de Cellino San Marco. Dans la région de Rome, la plupart des sites de la culture de Laterza sont encore occupés durant la culture d'Ortucchio. C'est le cas par exemple du site d'Osteria del Curato - via Cinquefrondi.
Dans ce site, les cabanes de la phase Laterza sont de forme elliptique et étaient réalisées dans des matériaux périssables. Dans cette même occupation, ont été découverts un silo, des foyers et un four. L'architecture des cabanes du site de Gricignano d'Aversa dans le nord de la Campanie est identique. 
Des grottes sont également fréquentées à la fois pour servir d'abri au moins provisoire aux vivants et pour servir de lieu de sépultures pour les morts.

## Productions matérielles

### Céramique
La céramique de la culture de Laterza se caractérise par une pâte dégraissée compacte à surfaces brun noirâtre. Les formes et les dimensions des vases sont très variées. On retrouve des vases carénés à profil biconique ou semi-ovoïde. Parmi les types documentés, sont présents des écuelles en calotte, des coupes, des marmites, des gobelets et des tasses. Les anses sont en ruban vertical large avec parfois des petits appendices cylindriques. Les décors sont limités à la partie supérieure des poteries et sont constitués d'incisions et d'impressions qui forment une ou plusieurs bandes horizontales, mais parfois également des bandes segmentées en zigzags. Certains décors sont constitués d'une simple rangée de traits parallèles (verticaux, obliques ou en arête de poissons) et sont parfois organisés en triangles et losanges alternant avec des espaces vides. Il existe enfin de simples bandes de ponctuations marginées et des triangles pointillés, bordés ou non, de larges lignes continues en dents de loup, et dans une moindre mesure, de fins sillons parallèles sous le col des vases.
Dans les sites apparaît aussi une classe de céramiques grossières non décorées ou avec des décors d'impressions sous le bord, des cordons en relief ou une décoration en écaille. Ces décors ne sont pas spécifiques à la culture de Laterza.

### Outillage en roche taillée
Dans les sites de la culture de Laterza, les objets en roche taillée demeurent rares et sont majoritairement de niveau technique médiocre. Pourtant, le silex du Gargano était encore exploité à travers des mines, comme en témoigne la présence de céramique de type Laterza dans les mines de Cruci et de la Defensola B. La mine de Valle-Sbernia a été réemployée comme sépulture très rapidement après la fin de son exploitation. On y a découvert les restes de plusieurs inhumés et des poteries de style Gaudo-Laterza,,,.
L'utilisation du silex extrait des mines est encore méconnu ; certes, on retrouve des tranchets, des ciseaux et des pics, comme dans le site de Campi, mais la distribution de ces derniers est apparemment limitée pour l'essentiel au Gargano. D'autre part, les poignards en silex réalisés sur des grandes lames ou sur de gros éclats semblent marginaux dans cette culture.
Dans l'ensemble des régions, d'autres matières premières d'origine locale ont été exploitées pour des débitages domestiques de faible niveau technique.
Parmi les outils et les armes associés à la culture de Laterza, apparaissent des pointes de flèche, souvent de réalisation assez soignée. Sont également présents des microlithes géométriques, notamment des segments mais aussi des trapèzes. Ces éléments ont au moins dans certains cas été employés comme projectiles, par exemple ceux du site d'Osteria del Curato - via Cinquefrondi.

### Outillage en os et bois de cervidé
L'outillage en os est particulièrement développé. On retrouve notamment des poinçons et des spatules de formes diverses. Des canines de porcs ou de sangliers ont parfois été employées comme supports d'outils ou comme éléments de parure.

### Outillage en pierre polie
L'outillage en pierre polie est limité à de petites haches polies. On retrouve également des lissoirs et des polissoirs en grès.

### Métallurgie
Même en tenant compte des éventuels recyclages ou de leur dégradation naturelle au cours du temps, les objets en métal associés à la culture de Laterza demeurent très rares. Quelques poignards en cuivre sont documentés. On retrouve ainsi deux lames de poignards à pommeau en demi-lune et des petites lames subrectangulaires dans les tombes 3 et 4 du site éponyme,. Dans la grotte des Cappuccini dans la région de Lecce, outre un poignard, a été découvert une tête d'épingle en forme de disque,.

### Figurines, tampons et éléments de parure
Les éléments de parure en os ne sont pas rares. On retrouve parfois des baguettes à tête en forme de disque, par exemple dans la grotte des Cappuccini dans les Pouilles, et dans la tombe de Tursi dans la Basilicate,. Une petite statuette en pierre découverte dans ce dernier site a été décrite comme une idole phallique.
On retrouve également des pendentifs en canine de cerf ou en coquillage, des petites perles de collier en pierre noire.
Le site éponyme se distingue par la quantité et la variété des éléments de parures (matières premières, formes). C'est d'ailleurs à ce jour le seul site de cette culture dans lequel on a découvert des éléments en ambre : cette matière proviendrait de Sicile.

### Tissages
La présence de fusaïoles et de poids de métier à tisser dans certains sites, par exemple à Casale Massima dans la région de Rome, atteste de la réalisation de tissages. Les fusaïoles de la culture de Laterza sont de forme biconique ou cylindrique à face plate.

## Pratiques funéraires et rituelles
Les sites funéraires, particulièrement nombreux, ont été pendant longtemps les seuls éléments permettant de documenter cette culture.
Les nécropoles sont souvent constituées de caveaux artificiels (hypogées), comme dans le site éponyme. Leur accès se fait par un puits vertical, le caveau est fermé par une dalle de pierre.
Le nombre d'inhumés par sépulture est très variable. Certaines ont livré les restes de dizaines d'individus, par exemple 100 personnes dans la tombe 3 de Laterza, 77 dans celle de Cellino San Marco.
Les sépultures sont souvent regroupées en nécropoles. Ainsi, à Osteria del Curato - via Cinquefrondi, bien que quelques tombes soient présentes au cœur de l'occupation domestique, on trouve un cimetière en marge du village. Plusieurs nécropoles et sites funéraires ont livré des structures différentes, par exemple la tombe de Tursi qui est une fosse quadrangulaire. À Vaccarella, une tombe à fosse était associée à une tombe en caveau artificiel. La nécropole d'Osteria del Curato - via Cinquefrondi est constituée de tombes à fosse. Des grottes naturelles sont également employées comme sépultures, comme celles de Latronico, de San Angelo a Statte, la grotte Nisco, la grotte des Cappuccini,. 
Le site de Salve, dans la région de Lecce, se distingue par la présence de plusieurs tumulus coniques sous lesquels ont été découverts plusieurs inhumés accompagnés de céramique. Plusieurs individus ont été inhumés alors que d'autres ont été incinérés.
Des pratiques de crémation sont également attestées dans d'autres sites.
La fréquence et la qualité du mobilier de ces sépultures sont très variables. Le plus souvent, on ne trouve que quelques pointes de flèches en silex et quelques poteries. Certaines tombes se distinguent par leur richesse, par exemple celle de Tursi. 
Outre les pratiques funéraires, des pratiques cultuelles sont attestées dans divers sites. Dans le village d'Osteria del Curato - via Cinquefrondi ont été découverts deux puits dont l'usage cultuel est probable, étant donné la présence inhabituelle d'ossements de chèvres ou de moutons et surtout de trois tasses déposées à l'envers.

## Sites principaux
- Casal Sabini (Pouilles)[43]
- Castel Baronia (Campanie)[44]
- Grotte des Cappuccini (Pouilles)[35],[36]
- Grotte Cardini (Calabre)[45]
- Gricignano d'Aversa (Campanie)[8]
- Laterza (Pouilles)[2],[1]
- Latronico (Basilicate)[46]
- Osteria del Curato-Via Cinquefrondi (Latium)[9],[7]
- Paestum, près du Temple de Cérès (Campanie)[47],[48]
- Salve (Pouilles)[42],[17]
- Grotte San Angelo (Pouilles)[41],[38]
- Selva dei Muli 2 (Latium)[49]
- Torre della Chiesaccia 2[50]
- Tursi (Basilicate)[37]
- Vaccarella - Masseria Fragella (Pouilles)[40]